# Назаров, Юрий Викторович
Юрий Викторович Назаров (бел. Юрый Віктаравіч Назараў, Горки, БССР, СССР) — белорусский государственный деятель, заместитель Премьер-министра Республики Беларусь.
Ранее занимал должности заместителя Управляющего делами Президента Республики Беларусь (2010—2013), заместителя Министра лесного хозяйства Республики Беларусь (2004—2010), председателя Белорусского производственно-торгового концерна лесной, деревообрабатывающей и целлюлозно-бумажной промышленности (2013—2020).

## Биография
Родился Юрий в 1962 году в городе Горки Могилёвской области. Мать — Клара Назарова, уроженка деревни Каменка Горецкого района. Отец — Виктор Назаров, уроженец Витебска. Молодой паре нужно было учится, поэтому воспитанием будущего чиновника решила заняться его бабушка — Мария Федоровна Григорьева — почтальон. Юрий всю жизнь помогал бабушке. Часто Юрий приезжал в свой родной город на могилу к ней.
В 1983 году окончил Белорусский технологический институт имени С. М. Кирова (специальность «Лесное хозяйство»).
В 2005 году окончил Академию управления при Президенте Республики Беларусь.

## Трудовая деятельность
Начиная с 1983 года Юрий Назаров работал лесничим, инженером по охране леса и охотфауны, главным лесничим. Позже его повысили до должности директора Горецкого лесхоза. В 2001 году был назначен на должность заместителя Председателя Комитета лесного хозяйства при Совете Министров Республики Беларусь. Шесть лет (2004—2010) он проработал заместителем Министра лесного хозяйства Республики Беларусь. В 2010 году был назначен на должность заместителя Управляющего делами Президента Республики Беларусь. С декабря 2013 года был председателем Белорусского производственно-торгового концерна лесной, деревообрабатывающей и целлюлозно-бумажной промышленности.
3 марта 2020 года, по решению Президента Республики Беларусь А. Г. Лукашенко Юрий Назаров был назначен на должность Заместителя Премьер-Министра Республики Беларусь. Отныне Назаров будет курировать нефтехимический комплекс страны.
22 августа 2022 года Президента Республики Беларусь А. Г. Лукашенко  представил Юрия Назарова в должности Управляющего делами Президента, указ о назначении был подписан 17 августа 2022 года.
В июне 2022 года Назаров попал под санкции Канады.

## Семья
- Брат — Александр — работает на пилораме в Кировском районе[2];
- Брат — Михаил — хирург[2];
- Сестра — Ирина — учитель музыки[2];
- Сестра — Лариса — медсестра в Могилёвском районе[2];
- Дочь — Виктория — педиатр[2];
- Жена — врач-педиатр, детский психотерапевт[2].

## Награды
- Орден Отечества III степени (2024 год)[15].